# Christine Albert
Christine Albert (Rome, 1955) è una cantautrice statunitense.

## Biografia
Christine Albert, dopo aver avviato la sua carriera musicale esibendosi in club, ha pubblicato il suo primo album nel 1990: da allora ha registrato più di una dozzina di dischi, da solista o come membro del duo Albert and Gage. È stata inoltre corista per artisti come B.W. Stevenson, Jerry Jeff Walker, Erik Moll, 8½ Souvenirs, Max Stalling, Green Carnation, Eliza Gilkyson e Marcia Ball.
Dal 2007 al 2015 è stata National Chairperson per la Board of Trustees della National Academy of Recording Arts and Sciences, che si occupa di assegnare i Grammy Awards. Nel 2017 è tornata nel ruolo di Chair Emeritus. La cantante è stata inoltre introdotta, nel 2018, nella Texas Music Legends Hall of Fame.
Nel 2005 ha fondato la Swan Songs, un'organizzazione che si occupa di realizzare gli ultimi desideri musicali di persone affette da malattie terminali. Soltanto nel 2017 l'associazione ha organizzato 353 concerti in ospedali, case di riposo o case private.

## Discografia

### Album in studio
- 1990 – You Are Gold
- 1992 – Texafrance
- 1993 – The High Road
- 1995 – Underneath the Lone Star Sky
- 2003 – Texafrance Encore
- 2008 – Paris, Texasfrance
- 2014 – Everything's Beautiful Now